# Сан-Джузеппе-деи-Фаленьями (титулярная диакония)
Сан-Джузеппе-деи-Фаленьями (лат. Diaconia Sancti Ioseph Lignariorum)— титулярная церковь была создана Папой Бенедиктом XVI 18 февраля 2012 года. Титулярная диакония принадлежит церкви Сан-Джузеппе-деи-Фаленьями, расположенной в районе Рима Кампителли, недалеко от Римского форума и над Мамертинской тюрьмой.
30 августа 2018 года обрушилась крыша церкви Сан-Джузеппе-деи-Фаленьями. В момент обрушения церковь была закрыта для посещения. Данных о пострадавших нет..

## Список кардиналов-дьяконов титулярной диаконии Сан-Джузеппе-деи-Фаленьями
- Франческо Коккопальмерио (18 февраля 2012 — 4 марта 2022), титулярная диакония pro hac vice (4 марта 2022 — по настоящее время).